# Mianseryna

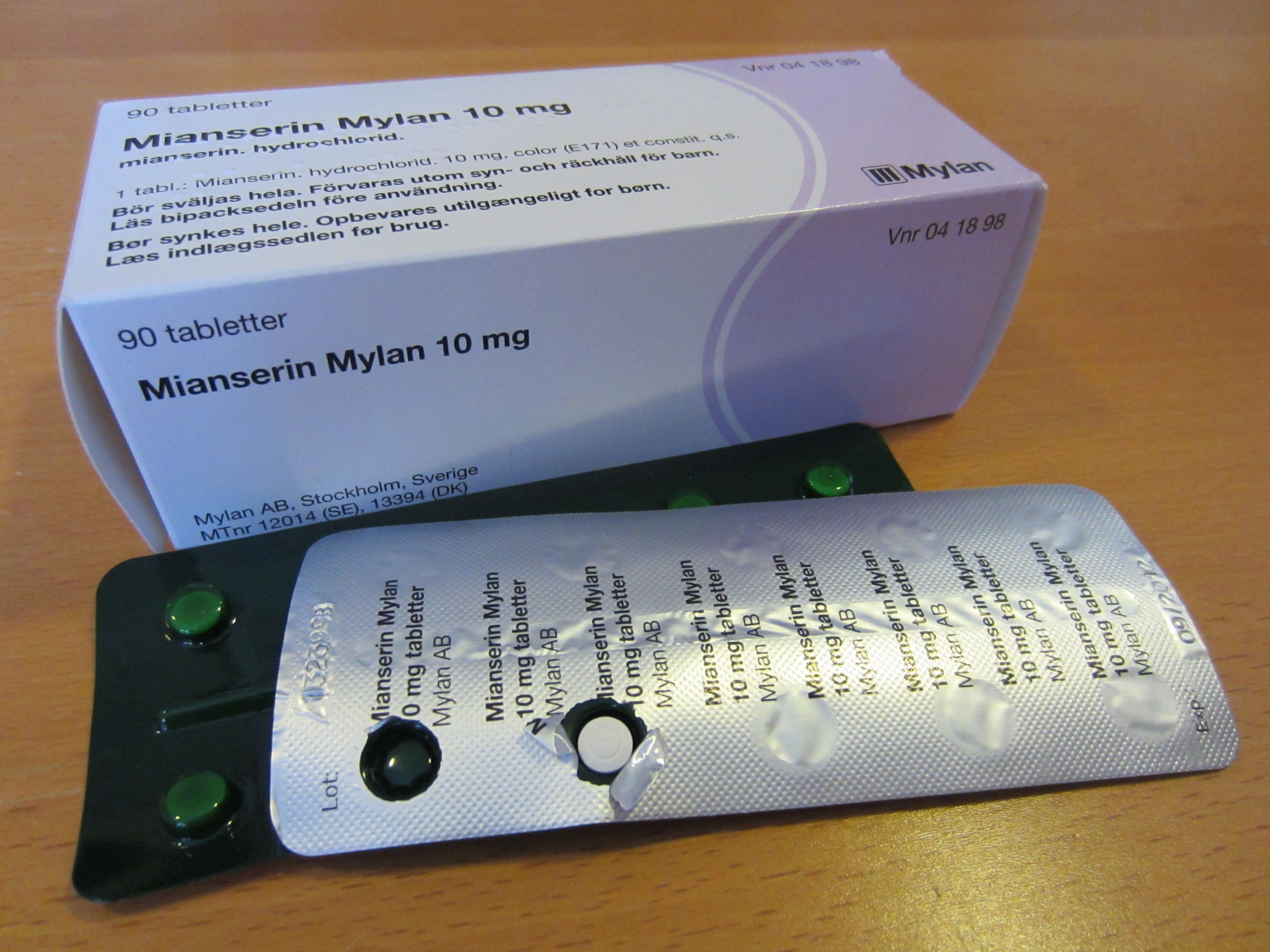
Opakowanie preparatu mianseryny

Mianseryna – organiczny związek chemiczny, pochodna piperazynoazepiny, stosowana jako lek przeciwdepresyjny. Należy do czteropierścieniowych leków przeciwdepresyjnych, razem z mirtazapiną zaliczana do grupy leków o działaniu noradrenergicznym i specyficznie serotoninergicznym (NaSSA).
Inne działania mianseryny to działanie oreksjogenne (zwiększające apetyt), uspokajające, poprawiające jakość snu, przeciwwymiotne, przeciwlękowe. Lek jest wydalany z moczem i kałem.

## Mechanizm działania
Mianseryna jest antagonistą receptorów adrenergicznych α1 i α2. Powoduje zwiększone wydzielanie noradrenaliny, dopaminy, serotoniny i acetylocholiny w różnych miejscach mózgu. Działa silnie antagonistycznie na obwodowe i ośrodkowe receptory H1. Jest umiarkowanym antagonistą receptorów 5-HT2A, 5-HT2C (co skutkuje zwiększeniem apetytu i obniżeniem ciepłoty ciała, jak również zmniejszeniem lęku), 5-HT3 (skutkuje działaniem przeciwwymiotnym, słabszym jednak, niż uzyskiwane przez mirtazapinę), 5-HT1D, 5-HT6, 5-HT7. Nie wykazuje natomiast klinicznie zauważalnego działania cholinolitycznego.
Profil receptorowy mianseryny

- SERT (Ki = 4000 nM)
- NET (Ki = 71 nM)
- DAT (Ki = 9400 nM)
- 5-HT1A (Ki = 1500 nM)
- 5-HT1F (Ki = 12,6 nM)
- 5-HT2A (Ki = 3,21 nM)
- 5-HT2B (Ki = 10,9 nM)
- 5-HT2C (Ki = 2,59 nM)
- 5-HT6 (Ki = 68,1 nM)
- 5-HT7 (Ki = 56 nM)
- α1 (Ki = 74 nM)
- α2A (Ki = 4,8 nM)
- α2B (Ki = 27 nM)
- α2C (Ki = 3,8 nM)
- D1 (Ki = 923 nM)
- D2 (Ki = 2052 nM)
- D3 (Ki = 2841 nM)
- H1 (Ki = 1,0 nM)
- H4 (Ki = 750 nM)

## Farmakokinetyka i metabolizm
Mianseryna jest metabolizowana głównie w wątrobie przy udziale izoenzymów cytochromu P450 CYP2D6 i CYP3A4.

## Interakcje
- nieselektywne inhibitory MAO – niebezpieczna interakcja (stosować dopiero po 2 tygodniach od przerwania terapii nimi)
- nasila działanie barbituranów i anksjolityków
- może wpływać na metabolizm kumarynowych leków przeciwkrzepliwych
- należy zachować ostrożność w przypadku padaczki
- nie należy spożywać alkoholu, ponieważ zdecydowanie osłabia motoryczność, nasila działanie oddziałujące na sen i możliwe wówczas działanie hepatotoksyczne
- łączenie z lekami indukującymi enzymy wątrobowe poważnie zwiększa ryzyko toksycznego działania na szpik kostny

## Dawkowanie
Indywidualne, dawki należy zwiększać stopniowo.
Zakres dawek zwykle 30–90 mg/dobę, dawka maksymalna 200 mg.

## Działania niepożądane
- senność (zwłaszcza w pierwszych dniach podawania leku),
- zwiększenie masy ciała (niekiedy jest pożądane, np. w leczeniu anoreksji lub depresji z brakiem apetytu),
- agranulocytoza powodowana prawdopodobnie przez cytotoksyczne metabolity powstałe na drodze przemian enzymem CYP2D6[2],
- Lek u niektórych pacjentów może wywołać stany lękowe. W przypadku pojawienia się lęku w trakcie leczenia, należy lek niezwłocznie odstawić.

Często też, podobnie jak ma to miejsce w przypadku terapii mirtazapiną, pacjenci zgłaszają nienormalne wyraziste sny (ale nie koszmary), co nie jest zazwyczaj objawem uciążliwym. Ma to niewątpliwie związek z jednoczesnym ujemnym wpływem serotoninergicznym i histaminergicznym oraz dodatnim noradrenergicznym.

## Wpływ na długość życia nicieni
Mianseryna podawana nicieniowi Caenorhabditis elegans, w warunkach restrykcji kalorycznej, wydłuża długość życia nawet o 30%, prawdopodobnie poprzez modulację jego receptorów serotoniny. Natomiast w warunkach swobodnego dostępu do pokarmu powoduje ona u tych zwierząt otyłość, co może faktycznie skrócić przewidywaną długość życia.

## Preparaty handlowe
Nazwy preparatów handlowych mianseryny dostępne w Polsce:
- Deprexolet
- Lerivon (lek oryginalny)
- Miansec
- Miansegen
- Miansemerck
- Mianserin
- Norserin